# French Cancan (film)
French Cancan (titlul original: în franceză French Cancan) este un film de comedie dramatică, coproducție franco-italiană, realizat în 1955 de regizorul Jean Renoir, după o idee de André-Paul Antoine, protagoniști fiind actorii Jean Gabin, Françoise Arnoul, María Félix și Philippe Clay. 
Filmul este un omagiu adus localurilor de cafe-concert pariziene din secolul al XIX-lea, cu cântăreții și dansatorii săi populari. Vizual, filmul evocă picturile lui Edgar Degas și ale impresioniștilor, incluzând propriul său tată, Pierre-Auguste Renoir. De asemenea, a marcat întoarcerea regizorului în Franța și în cinematografia franceză după un exil început în 1940.

## Rezumat
Henri Danglard este directorul ruinat al Paravanului Chinezesc, un teatru situat în Montmartre. Amanta sa, actrita Lola de Castro, cunoscută drept „Frumoasa Stareță”, este vedeta trupei. Pentru a atrage clientela burgheză, a decis să relanseze un dans învechit, cancanul, și să construiască un nou stabiliment. Nini, o fostă spălătoreasă, acum dansatoare, devine noua lor vedetă, iar prințul Alexandre, din dragoste pentru Nini, finanțează construcția noului local care va deveni celebru: Moulin Rouge.

## Distribuție
- Jean Gabin – Henri Danglard, directorul teatrului „Paravent Chinois” apoi al localului „Moulin Rouge”
- Françoise Arnoul – Nini, micuța spălătoreasă
- María Félix – Lola de Castro „la Belle Abbesse” („Frumoasa Stareță”)
- Philippe Clay – Casimir zis „Casimir le Serpentin” („Dezosatul”, „omul șarpe”)
- Anna Amendola (voce cântată de Cora Vaucaire) – Esther Georges, cântăreața descoperită de Danglard.
- Jean-Roger Caussimon – baronul Adrien Walter
- Dora Doll – la Génisse, „recepționera” hoțului de buzunare Savate
- Giani Esposito – prințul Alexandre
- Gaston Gabaroche – Oscar, pianistul
- Jacques Jouanneau – Bidon, unul dintre hoții de buzunare
- Gaston Modot – un valet

- Jean Parédès – Coudrier
- Franco Pastorino – Paulo, prietenul lui Nini
- Michèle Philippe – Éléonore
- Michel Piccoli – căpitanul Valorgueil
- Albert Rémy – Barjolin
- France Roche – Béatrix
- Jean-Marc Tennberg – Savate, un hoț de buzunare
- Valentine Tessier – Madame Olympe, mama lui Nini
- Édith Piaf – Eugénie Buffet
- Patachou – Yvette Guilbert
- Pâquerette – Mimi Prunelle, fostă dansatoare
- Palmyre Levasseur – o spălătoreasă
- Rosy Varte – o clientă la cafenea
- André Claveau – Paul Delmet
- Jean Raymond – Paulus
- Pierre Olaf – Roberto, Pierrot
- Léo Campion – comandantul
- Hubert Deschamps – chelnerul
- Max Dalban – patronul cafenelei „Reine blanche”
- Maximilienne – clienta nemulțumită de la spălătorie
- Michèle Nadal – Bigoudi
- Jaque Catelain – Gustave, ministrul
- Anne-Marie Mersen – Paquita
- Jacques Marin – un bărbat ce stă la coadă
- Paul Mercey – un burghez
- Lydia Johnson – Guibole, profesorul de dans
- Annick Morice – Thérèse
- Sylvine Delannoy – Titine
- Laurence Bataille – Pygmée
- Jedlinska – Gigolette
- Claude Arlay – un gomos
- Jacques Ciron – un gomos
- Claude Berri – tânărul la inaugurare
- Jacques Hilling – chirurgul
- Ursula Kübler – o dansatoare de la „Reine blanche”
- Pierre Moncorbier – executorul judecătoresc
- Jean Mortier – managerul hotelului
- Jean Sylvère – mirele
- André Numès Fils – vecinul supărat
- François Joux – secretara
- Roger Saget – un mare antreprenor
- Joëlle Robin – o fată
- Léon Larive – un burghez
- R.J. Chauffard – inspectorul de poliție
- Jean-Marie Amato – pictorul de societate
- Jean Castanier – Bordoux
- Robert Auboyneau – liftierul
- Henri-Jacques Huet – un bărbat la coadă
- Robert Thomas – un spectator
- Pierre Duncan – un jandarm
- Laure Paillette – bona care se lamentează
- Robert Mercier – un artizan
- Martine Alexis
- Bruno Balp
- Dorothée Blanck
- Henri-Roland Hercé
- Carine Jansen
- René Pascal
- André Philip
- Jacques Pills
- Maurice Barnay
- Maïa Jusanova
- Valentino Garavani

## Melodii din film
- Filmul French Cancan este presărat cu spectacole ale artiștilor de music-hall : Cora Vaucaire (cu cântecul La Complainte de la butte), Édith Piaf, Patachou, André Claveau și Philippe Clay.

## Premii
- 1956 : Grand Prix de l'Académie du Cinéma pentru filmul French Cancan de Jean Renoir

## Aprecieri
„ Dansatoarele lui Renoir însă nu-și pun în valoare doar „ce-au sub poală”, ci și sufletul, într-un spectacol cuceritor. Cineastul depășe cu mult și trama, și tema, într-o adevărată tapiserie policromă care aduce atmosfera epocii, emoționant omagiu potențialului de bucurie pe care divertismentul autentic îl difuzează generos. ”—T. Caranfil , Dicționar universal de filme 